# Bessie's Dream
Pour plus de détails, voir Fiche technique et Distribution.
Bessie's Dream est un film muet américain réalisé par Colin Campbell et sorti en 1912.

## Fiche technique
- Titre : Bessie's Dream
- Réalisation : Colin Campbell
- Scénario : Stanley R. Simpson
- Producteur : William Selig
- Société de production : Selig Polyscope Company
- Pays de production :  États-Unis
- Format : Noir et blanc — 35 mm — 1.33:1 — Muet
- Genre : Comédie romantique
- Dates de sortie : 
  - États-Unis : 19 avril 1912

## Distribution
- Bessie Eyton : Bessie
- Tom Santschi
- Frank Richardson